# Воллесія

Воллесія — група островів в червоній зоні. Лінія Вебера синім

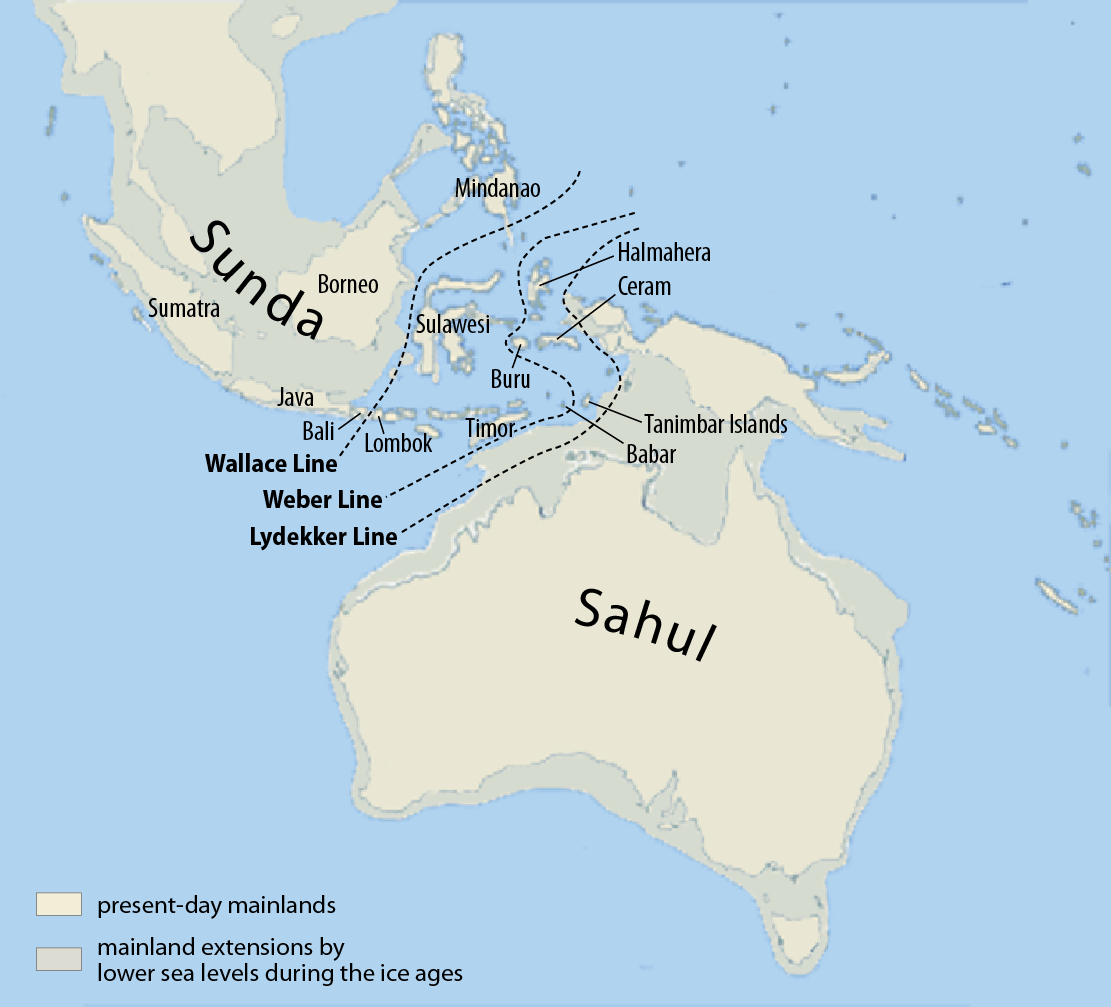
Сахульський і Зондський шельф. Воллесія на межі між ними.

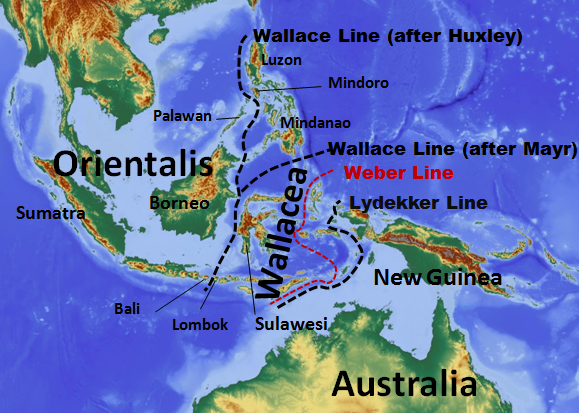
Мапа Воллесії, що обмежена лініями Воллеса і Лідеккера

Воллесія — біогеографічний регіон, група індонезійських островів, відокремлених глибокими протоками від азійського і австралійського континентального шельфу. Воллесія включає в себе Сулавесі, найбільший острів у групі, а також Ломбок, Сумбава, Флорес, Сумба, Тимор, Хальмахера, Буру, Серам і безліч дрібних островів. Острови Волласія лежать між Сундою (в складі Малайського півострову, Суматри, Борнео, Яви і Балі) на заході, і колишнім материком Сахул, що включав Австралію, Нову Гвінею і Тасманію). Загальна площа Воллесії — 347000 км².

## Географія
Межа між Сундою і Воллесією — Лінія Воллеса, названа на честь натураліста Альфреда Рассела Воллеса, по якій відбуваються відмінності у фауні ссавців і птахів між островами по обидві сторони від лінії. Острови Сундаленду на захід від лінії, в тому числі Суматра, Ява, Балі і Борнео, мають аналогічних ссавців фауни Східної Азії, включаючи тигрів, носорогів і мавп, а на схід від Ломбоку, в основному населена сумчастими і птахами схожі на австралійські. Сулавесі має фауну схожу на Сундаленд й Сахул. Під час льодовикового періоду, рівень моря був нижче, оголюючи Зондський шельф, який пов'язував ці острови один з одним і з Азію і дозволив азійським наземним тваринам заселити ці острови. Острови Воллесії мають ссавців, птахів, та прісноводних риб континентального походження, яким важко перетнути відкритий океан. Проте багато птахів, рептилій і комах змогли перетнути протоки, і багато видів австралійського і азійського походження знайшли там свою домівку. Рослини Воллесії мають переважно азійське походження, і ботаніки включають Сундаленд, Воллесію, і Нову Гвінею, у флористичну провінцію — Малесія.
Так само, Австралія і Нова Гвінея, на сході, мають мілководний континентальний шельф, і були пов'язані сухопутним мостом під час льодовикових періодів, утворюючи єдиний континент, який вчені називають по різному: Австралія-Нова Гвінея, Меганезія, або Сахул. Отже, Австралія, Нова Гвінея і острови Ару заселені сумчастими ссавцями, нелітаючими птахами, і прісноводними рибами, які не зустрічаються у Воллесії. Лінія, що відокремлює Воллесію від Австралії і Нової Гвінеї називають лінія Лідеккера. Філіппіни, як правило, розглядається як окремий регіон від ВоллесіїЛінія Вебера є серединою, де азійська й австралійська флора і фауна, приблизно в рівній мірі представлені, і прямує глибоководими протоками відокремлюючими від індонезійського архіпелагу.

## Біота і питання збереження
Незважаючи на те що далекі предки рослин і тварин Воллесії, можливо, були з Азії чи Австралії-Нової Гвінеї, Воллесія є домівкою для багатьох ендемічних видів. Через велике автохтонне видоутворення і пропорційно велику кількість ендеміків, це вносить важливий внесок в загальне біорізноманіття Індонезійського архіпелагу Оскільки багато островів відокремлені один від одного глибокими протоками, існує величезна різноманітність видів.
Фауна включає ендемічних аноа що також мешкає на Сулавесі і бабіруса. Фауна Малуку має ступінь подібності з видами Сулавесі, але має меншу різноманітність форм флори і фауни. Невеликі ссавці, включаючи приматів є спільними.
Воллесія спочатку була майже повністю покрита лісами, це в основному тропічні вологі листяні ліси, з деякими теренами сухих тропічних широколистяних лісів. У горах були поширені гірські й субальпійські ліси і мангрові ліси в прибережних районах.
За даними Conservation International, Воллесія є домівкою для більш ніж 10000 видів рослин, з яких близько 1500 (15 %) є ендеміками. Ендемізм вище серед наземних видів хребетних, з 1142 видів, що мешкають там, майже половина (529) є ендемічними. На 45 % регіону зберігається лісовий покрив, проте тільки 52 017 км², або 15 %, знаходиться в первозданному стані. Із загальної площі Воллесії 347 000 км², близько 20,000 км² є резерватами.

## Ресурси Інтернету
- Conservation International: Wallacea
- Too Many Lines; The Limits of the Oriental and Australian Zoogeographic Regions George Gaylord Simpson, Proceedings of the American Philosophical Society, Vol. 121, No. 2 (Apr. 29, 1977), pp. 107–120
- Wallacea Research Group
- map of Wallace's, Weber's and Lydekker's lines [Архівовано 25 травня 2017 у Wayback Machine.]